# Gare de La Chapelle-Aulnay
La gare de La Chapelle-Aulnay est l'une des quatre gares ferroviaires de la ligne de Nantes à Châteaubriant situées sur le territoire de la commune de La Chapelle-sur-Erdre, dans le département de la Loire-Atlantique, en région Pays de la Loire. 
Sa mise en service est intervenue le 28 février 2014 à l'occasion de la réactivation de la ligne qui est alors parcourue par des tram-train du TER Pays de la Loire.

## Situations

### Situation ferroviaire
La gare de La Chapelle-Aulnay est située au point kilométrique (PK) 440,910 de la ligne de Nantes-Orléans à Châteaubriant, entre les gares de La Chapelle-Centre et de Sucé-sur-Erdre.
Elle est établie sur une section à voie unique de la ligne.

### Situation géographique
Les quais sont situés au nord du bourg, à environ 700 mètres du Boire de Nay, cours d'eau qui marque la limite avec la commune de Sucé-sur-Erdre. Le secteur, essentiellement constitué d'une zone pavillonnaire, doit également accueillir la ZAC des Perrières.

## Histoire
La gare de La Chapelle-Aulnay est mise en service le 28 février 2014, par la Société nationale des chemins de fer français (SNCF), lorsqu'elle ouvre à l'exploitation la ligne de Nantes à Châteaubriant reconstruite pour la circulation du tram train.

## Service des voyageurs

### Accueil
Halte SNCF, c'est un point d'arrêt non géré (PANG) à entrée libre. Elle dispose d'aménagements pour être accessible aux personnes à la mobilité réduite

### Desserte
La Chapelle-Aulnay est desservie par des tram-trains qui circulent entre la gare de Nantes et celle de Sucé-sur-Erdre. Certains sont amorcés ou prolongés jusqu'aux gares de Nort-sur-Erdre ou de Châteaubriant.

### Intermodalité
Un parc à vélos de 40 places et un parking pour les véhicules de 150 places y sont aménagés.
La gare est également desservie par la ligne de bus 86 du réseau TAN.

Installations
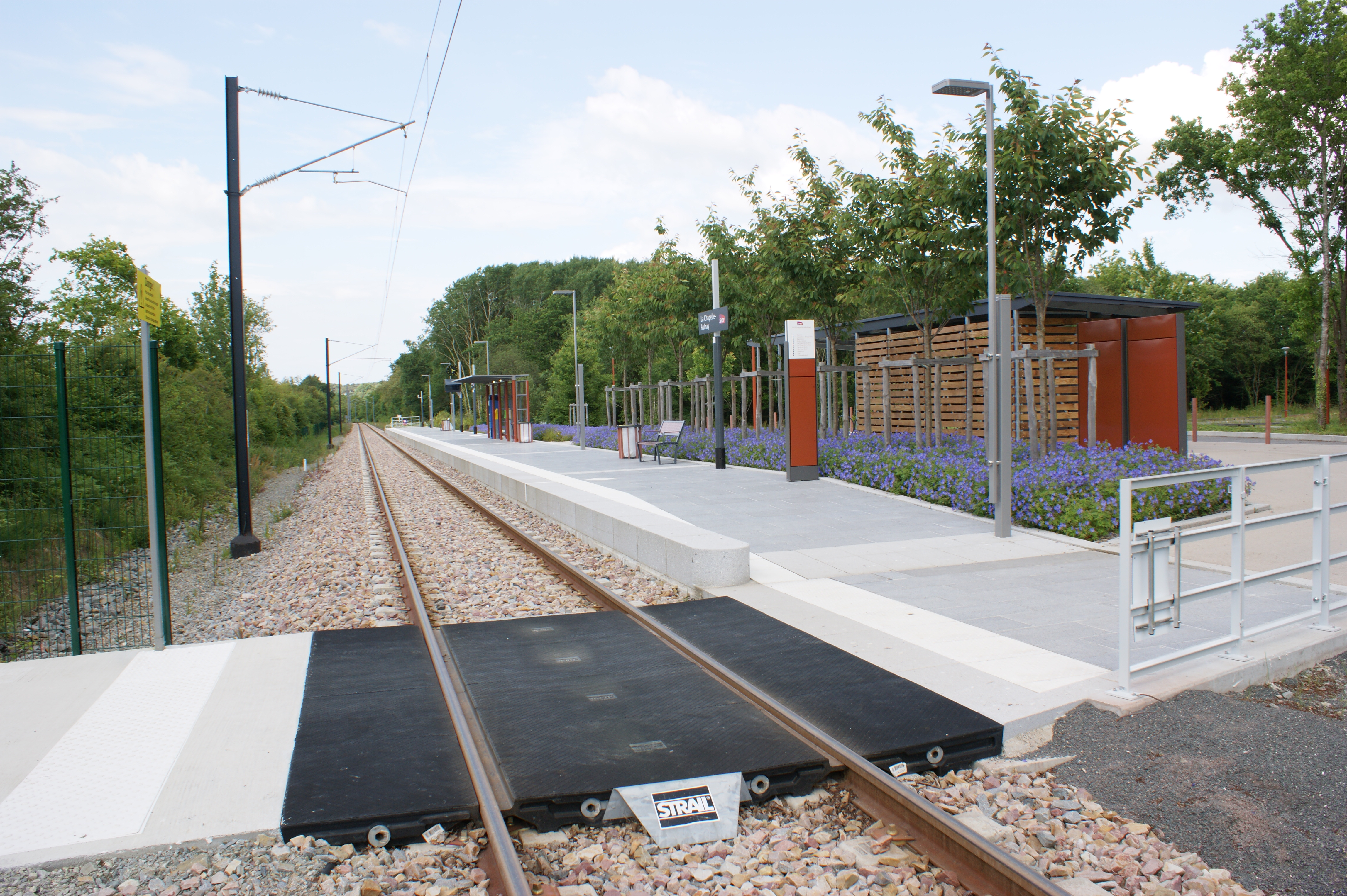
Voie et quai de la halte.
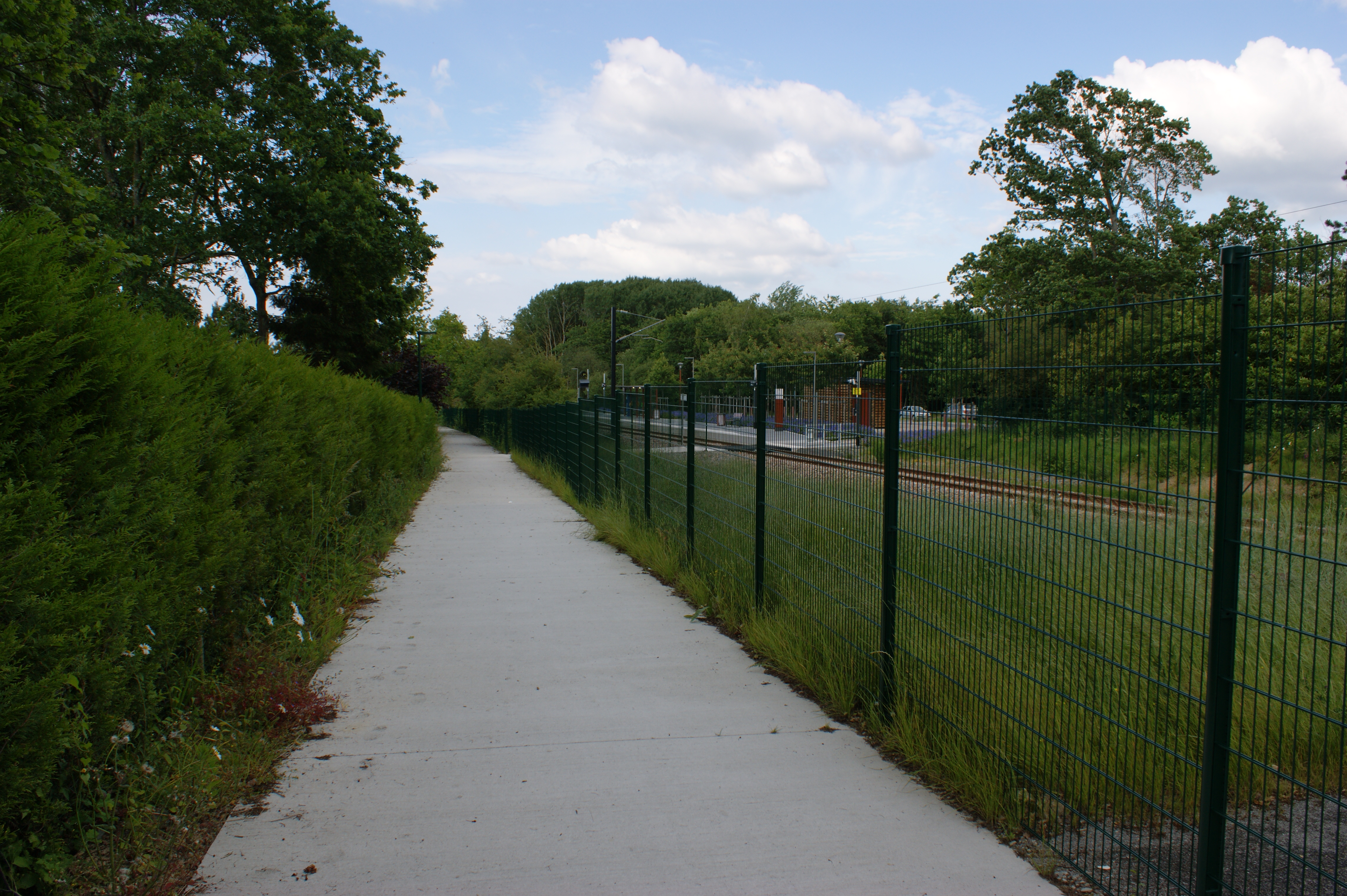
Un des deux accès.
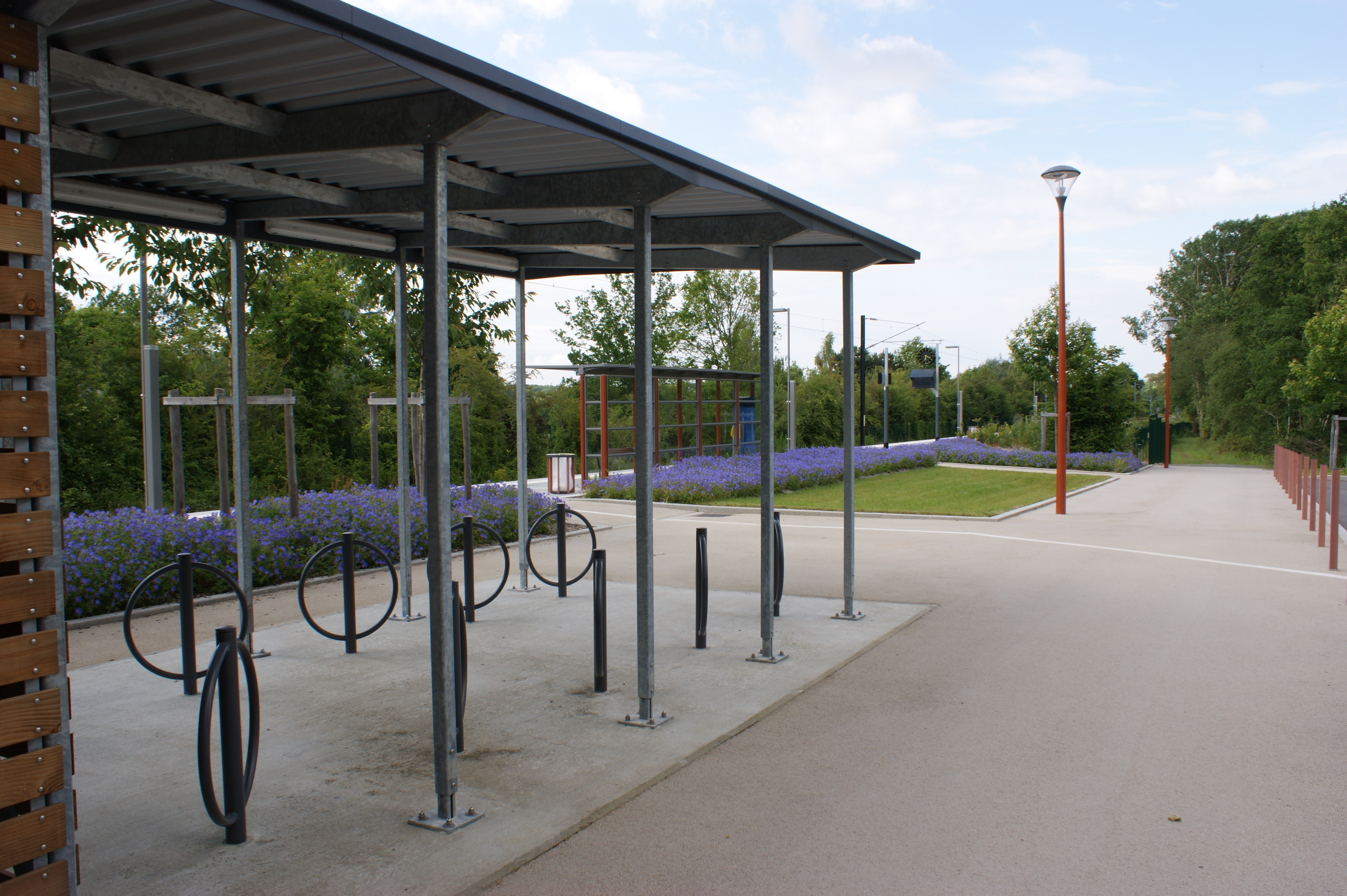
Abris à vélos.
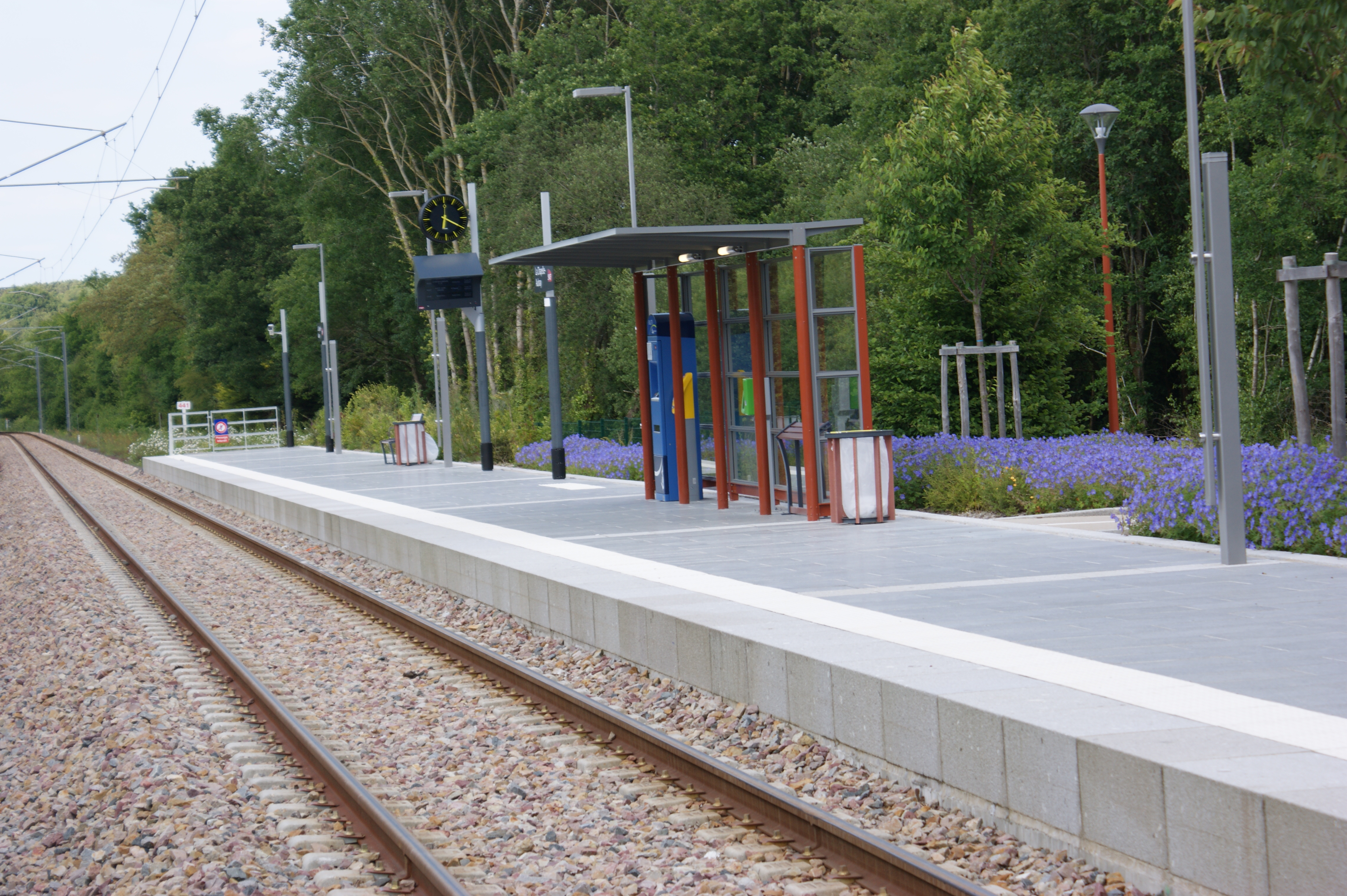
L'abri du quai.
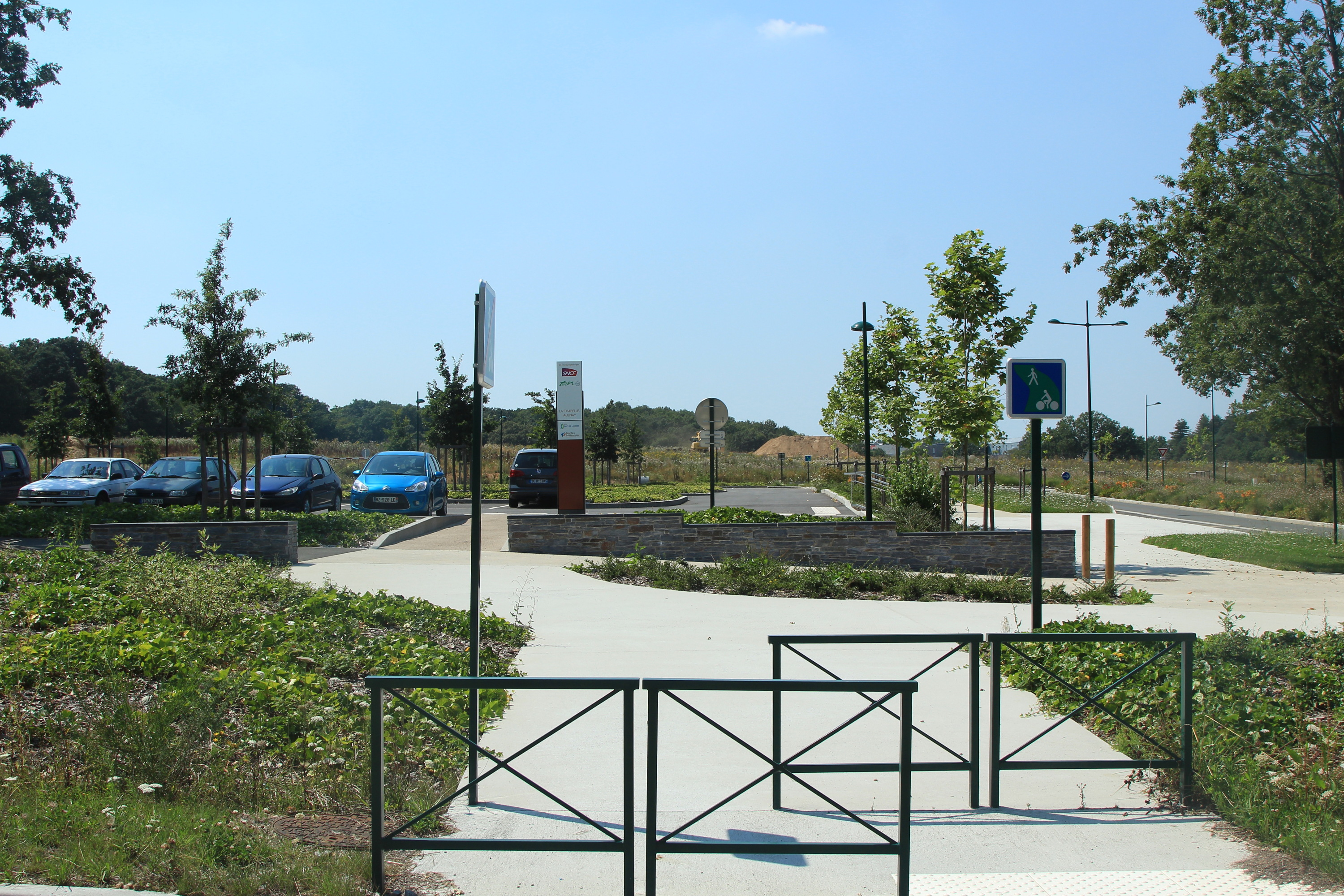
Le second parking, situé de l'autre côté de la départementale.